# 煙雨濛濛 (香港電視劇)
《煙雨濛濛》是香港无线电视于1973年拍攝製作的剧集，改編自台灣作家瓊瑤小說《煙雨濛濛》。此剧由郑少秋及李司棋领銜主演；于1973年3月19日正式首播，而同名主题曲《煙雨濛濛》是由顾嘉煇作编曲、蘇翁作词、郑少秋主唱；此曲亦是无线电视首次採用粤语演唱的剧集主题曲，并不是坊間一直盛传的《啼笑因缘》(顾嘉煇曲、叶绍德词、仙杜拉唱)。